# 赫倫巴赫河 (瓦京湖)
47°56′51.32″N 12°44′31.08″E / 47.9475889°N 12.7419667°E

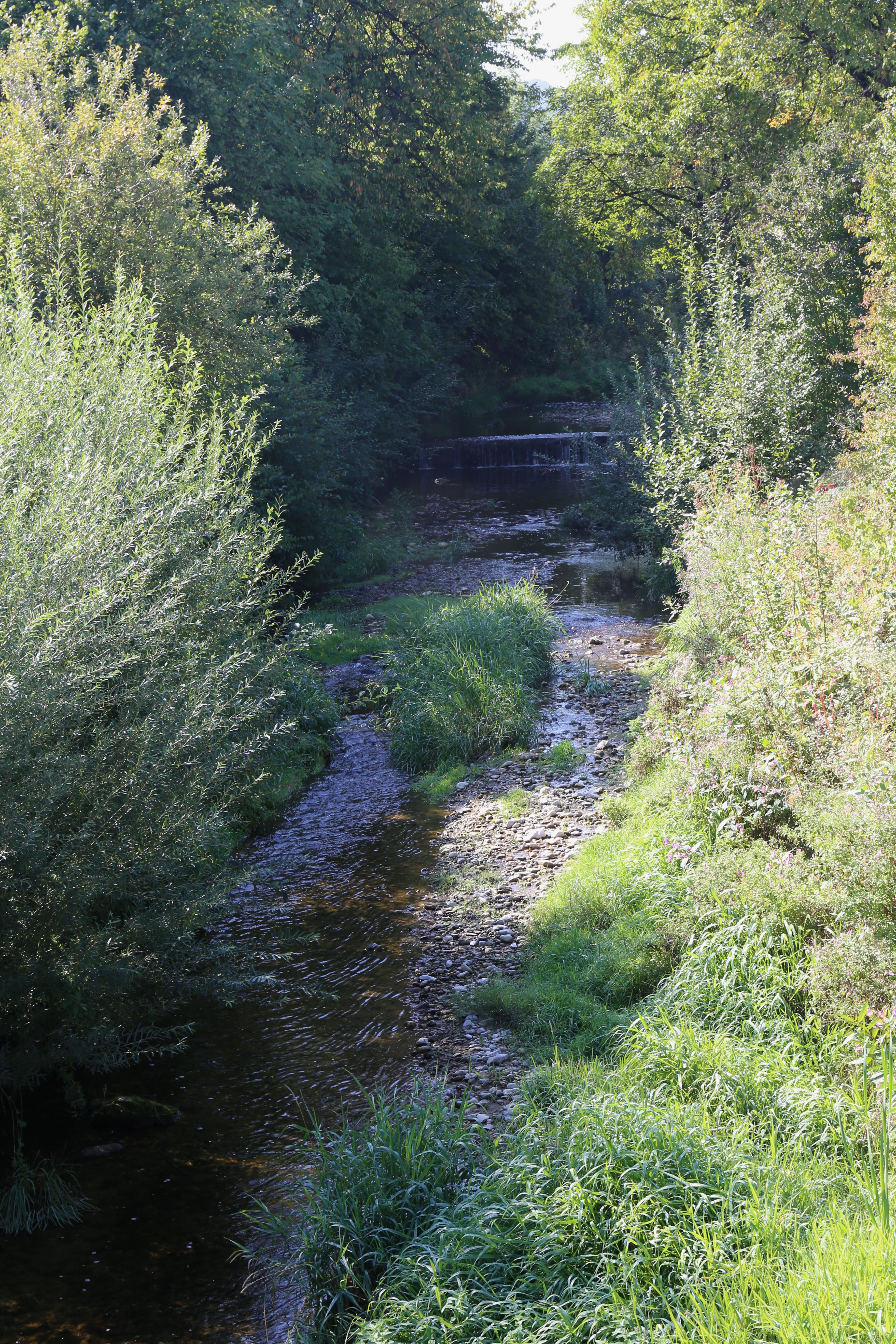

赫倫巴赫河（德語：Höllenbach），是德國的河流，位於該國東南部，由巴伐利亞負責管轄，屬於瓦京湖的支流，河道全長8.1公里，流域面積25.7平方公里，最終注入瓦京湖。